# Heraclitus (buque)

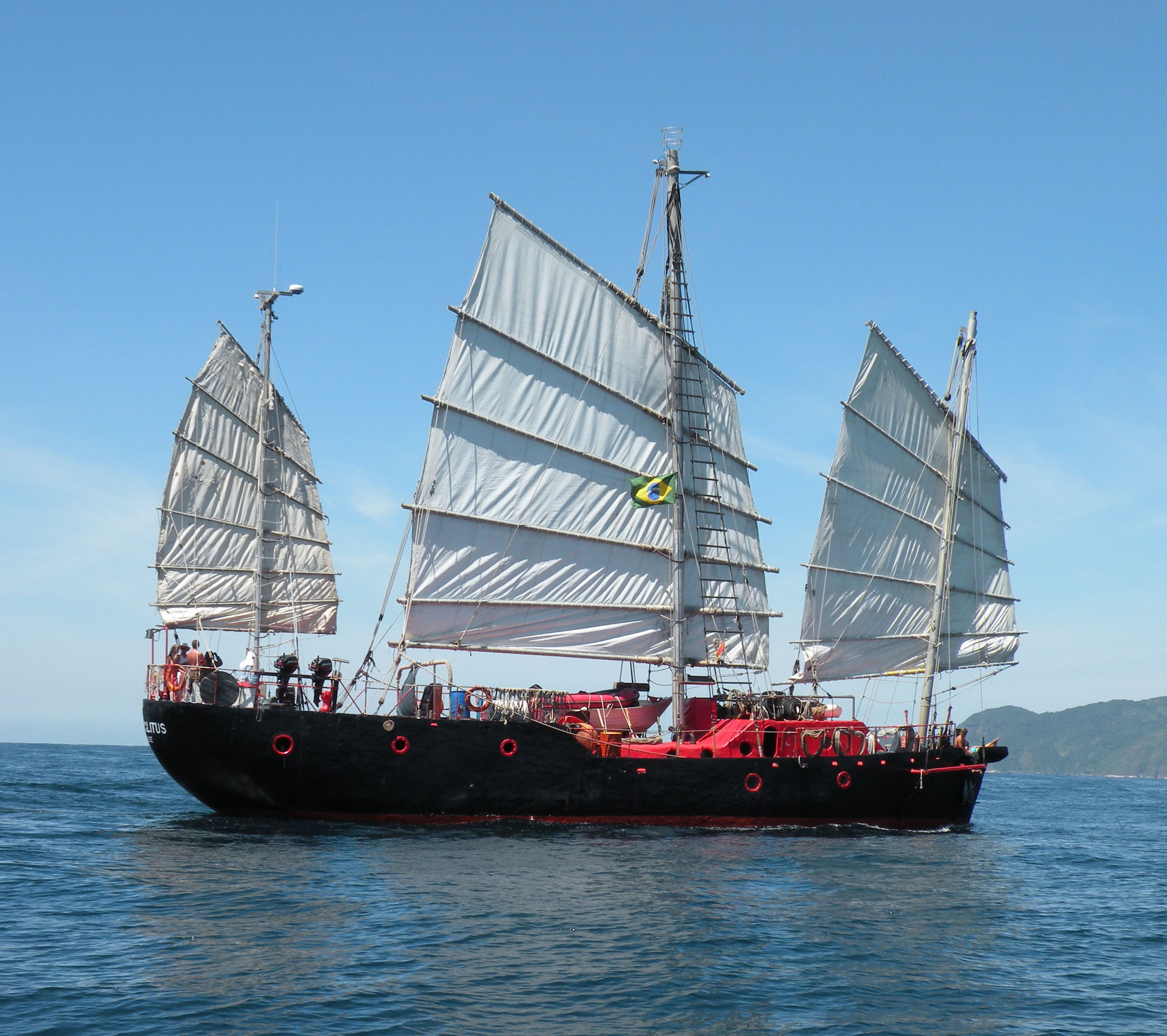
Barco de 25 metros de estilo chino construido en 1975 por el Institute of Ecotechnics. Foto: Craig Inglis

El navío de investigación RV Heraclitus (Research Vessel Heraclitus) es un barco de estilo chino con 3 mástiles y 25 metros de eslora, diseñado y construido por voluntarios del Institute of Ecotechnics. Desde que fue botado en 1975 en Oakland, California, ha navegado más de 250.000 millas náuticas por seis océanos (todos excepto el Ártico).

## Actividades
La tripulación del Heraclitus ha creado una forma de vida a través de los centenares de aprendices que han participado en programas para estudiantes de orígenes sociales y cultures muy diversos. Hasta 2011, más de doscientos cincuenta estudiantes habían recibido un certificado del programa de nueve meses de aprendizaje y conocimiento de la mar, incluyendo náutica, buceo, dinámica de grupo y cocina, así como la práctica de valores como la disciplina, la libertad y la belleza. Los trayectos por el océano se turnan con exploraciones de islas, deltas y estuarios. El buque visitó Valencia en 2011. Las expediciones permiten experimentar directamente las fuerzas de la naturaleza que dominan los cambios de nuestro planeta y entender la interacción de la tecnoesfera con los sistemas de vida acuáticos. Han incorporado investigación etnobotánica, de arrecifes de coral, meteorología, exploración, intercambio cultural, colaboración y aventura. La tripulación experimenta en la modernidad la milenaria tradición de la gente de mar. El Heraclitus es conocido en el mundo del mar como "el barco negro", por el color de su casco. Su tripulación es habitualmente un pintoresco grupo de artistas, exploradores, estudiantes y científicos. El neurocientífico V.S. Ramachandran denominó muy acertadamente al barco "la más antigua instalación de arte flotante". 
En puerto, la tripulación realiza presentaciones sobre la historia del barco, su investigación y aventura, y la importancia de la salud de la ecología del océano, el intercambio entre culturas a través del mar y la documentación de los impulsos humanos de arte y aventura. También expone las fotografías y esculturas creadas de los objetos marítimos encontrados. A lo largo de su historia, tanto la tripulación como el Grupo Planeta Azul han realizado otras muchas actividades como cabaret, teatro y danza.
Desde 2013 el barco esta atracado en el puerto de Roses (Girona, España), donde está siendo completamente restaurado para poder celebrar su 40 aniversario y poder seguir con su misión. Debido a su construcción casera a base de cemento y armadura de hierro, la restauración es compleja. Se espera que en 2016 el barco vuelva a navegar.

## Historia y funcionamiento
El Heraclitus está regido por una fundación privada financiada con los programas de aprendizaje, donaciones y algunos contratos. No recibe subvenciones públicas regulares. Fue diseñado y construido artesanalmente por los primeros miembros del Institute of Ecotechnics. Ésta es una organización fundada entre otros por John Polk Allen y Kathelin Gray, y está formada por voluntariado internacional que desde 1973 ha catalizado proyectos de alcance mundial como Biospheres-2. Organiza conferencias anualmente, y el Heraclitus es gestionado por miembros del Instituto. Christine Handte es la jefa de expedición y Claus Tober el capitán.